# リアルドール
リアルドール（英語: RealDoll）は、アメリカ製等身大ラブドールのブランド。カリフォルニア州サンマルコスに本社をおくアビスクリエーションが製造している。
シリコーンを用いてリアルな造形・感触を実現したドールの先駆けであり、日本のオリエント工業をはじめ各社に影響を与えた。2010年の時点でも世界的に最も有名で高品質なラブドールであると評価されている。

## 会社沿革

### 開発経緯
アビスクリエーション（Abyss Creations LLC）はマット・マクマレン（Matt McMullen）により1996年に設立された。リアルドール開発以前、マクマレンはハロウィン用の仮面を製造する会社に勤めており、そこで合成樹脂の扱い方などの各種技術を身につけていた。
やがて小遣い稼ぎとしてレジンキャストによる、身長30センチメートルほどの女性フィギュアの制作を趣味・副業とするようになった。
1994年、マクマレンは骨格付きの等身大マネキンを制作し、自身のウェブサイトにその写真を掲載した。マネキンの出来がよくわかるようヌード写真も掲載していたが、やがてこのサイトが口コミで知名度を増し、このマネキンをダッチワイフとして使えないかという問い合わせが数百件寄せられた。1体につき3,000 USドル前払いでの依頼が10件寄せられた時点でマクマレンはハロウィン用仮面の会社を退職、1996年にアビスクリエーションを法人化してその製造に本格的に乗り出した。マクマレンの妻が最初の製品の手足のモデルとなった。
その後も1990年代後半にわたってインターネット上でリアルドールは度々話題となり、この頃の熱狂は「リアルドール現象 (RealDoll phenomenon)」と呼ばれることもある。これにより同社は広告を1度も出すことなく知名度を上げ、年商150万ドルにまで成長した（2012年現在）。2004年時点での情報によると売り上げの半分はアメリカ国内であり、ドイツや日本への輸出がそれに続いた。

### 店舗・関連会社
サンマルコスの本社工場・展示室のほか、2013年現在、アメリカ国内に2か所（イリノイ州・ニューヨーク）、他国に5か所（ドイツ・中国・オーストラリア・スイス・台湾）の認定加盟店が存在する。
日本ではリアルドール.jpが輸入販売を行っている。
アビスの社名や紛らわしい名称・URLを用いる模倣業者が多く、RealDoll.comでは注意を呼びかけている。

### 医療応用
リアルドールの他には、シリコーン加工に関するノウハウを生かし、乳癌除去手術を受けた患者やトランスジェンダーのための人工乳房などを2006年から製造販売している。

## 製品
女性型・男性型ともに存在する。全身型の場合、価格は約6,000ドルから、オプション次第で最大約10,000ドル（2010年時点）。人形はオーダーメイドであり、体形、顔、肌・瞳・唇・髪の色などの他項目にわたって選択可能。ひとつずつ手作りされる。全身型の重量は重く、初期のシリーズ RealDoll は35〜50kg、改良型の RealDoll 2 は軽量化されたがそれでもなお35kg前後である。頭付きのトルソー型など、比較的安価でより軽量（約11kg）な商品もある。
初期のプロトタイプは内部骨格の外にラテックスを皮膚に用いていたが、実際の商品では日本製のシリコーンが使用された。2009年には全ドールの素材をよりグレードの高い医療用シリコーンに切り替え、引っ張りによる破壊や圧縮によるしわへの耐性を強めている。
同社の技術のひとつとしては、使用者の操作に従って人形のまぶたを開閉できる機構があげられる。後頭部の髪の下からケーブルが出ており、このケーブルを操作することによりまぶたを開閉し、蝶ボルトにより状態を固定できる。作家アンソニー・ファーガソンは、この機構を革新的であると評価しながらも以下のように述べている。
このオプション機能は、異性間の駆け引きのあり方の観点から見ると最も興味深いものである。〔中略〕この機構により、使用者はドールがあたかも激しい快感を覚えているがごとくその瞳を閉じさせることができる。この物体を操る者は、人間が物理的・感情的な刺激に対して示す反応を思いのままに占有できるようになったが、彼が人工的な恋人から引き出す反応は、まるで電気刺激に従って反応する実験動物のように冷たく科学的なものである。—Anthony Ferguson、The Sex Doll: A History
これに限らず、アビスクリエーションは「新技術を積極的に導入し、業界を新しくエキサイティングな方向へと牽引する役割を果たしている」と評価されている。かつてはリモコン操作による腰の電動機能や電子制御による発声などロボット的な機能を提供したこともあった。現在は、こういったロボット的な方向性は競合するトゥルー・コンパニオン社にゆずり、アビス社はドールの造形の写実性に注力、その一環として実在するポルノ女優を再現する Wicked RealDoll シリーズを展開している。
マクマレンは製品の芸術的な自由度を重視し、特許は取得していない。
Female RealDoll
1996年登場。女性型。頭部と首の接合部は Face-X System という名で規格化されており、任意の組み合わせが可能。
Female RealDoll 2
2009年登場。女性型。軽量化、交換可能な口蓋部・局部の磁力による固定、骨格の改良などを施した改良版。
Male RealDoll
男性型。2008年廃止。
Male RealDoll 2
男性型。女性型の同名モデルに対応。
Boy Toy Dolls
漫画やアニメのキャラクターを意識したもの。アビスクリエーションの姉妹会社、フェニックススタジオ（Phoenix Studios）が販売。
Wicked RealDoll
アメリカのポルノ映画スタジオウィケッド・ピクチャーズ所属のポルノ女優（Wicked Girls）を筆頭に、実在する人物の容姿に似せて作られたもの。コンピューターによりモデルの体形をスキャンし、さらに各所の型を取ることにより、皮膚に浮き出た血管に至るまで再現している。

## 影響と評価
リアルドールの登場は同業他社に大きな影響を与えた。従来からラテックス製のドールを製造していた日本のオリエント工業は、リアルドールに追随してシリコーン製ドールの開発に着手、2001年に発売した。他社も2004年頃からシリコーン製を発売している。
アビスクリエーションは、リアルドールは世界で最もリアルなラブドールであると主張している。人形の造形は高く評価されており、1999年にはオランダのアムステルダム市立近代美術館にリアルドール2体が展示された。写真家ヘルムート・ニュートンはリアルドールをモデルとしてグラビア写真を撮影し『PLAYBOY』誌に投稿したが、不気味であることを理由に最終的には掲載されなかった（不気味の谷現象も参照）。一方ネット上では、『CharlieJoanne.com』などドールの写真やドール同士の疑似性交写真を掲載する有料サイトも登場している。
いくつかの映画ではリアルドールがストーリーの軸となった。2003年のアメリカ映画『ラブ・オブジェクト』や2007年のアメリカ映画『ラースと、その彼女』（第80回アカデミー賞脚本賞ノミネート）など。
数多くのセレブリティがリアルドールを所有していることを明言している。2005年、MTVの芸能人豪邸訪問番組 MTV Cribs がヘヴィメタルバンド モトリー・クルーのヴィンス・ニールの自宅を取材した際、ニールは自身のリアルドールを公開した。また、ニューヨークのラジオパーソナリティ、ハワード・スターンは、ラジオの生放送上で実際に人形を使用し、その出来を高く評価した。